# Kościół św. Łazarza w Trzemesznie
Kościół świętego Łazarza – dawny kościół szpitalny znajdujący się w Trzemesznie, w województwie wielkopolskim.
Świątynia została ufundowana przez opata Michała Kosmowskiego i wzniesiona w latach 1787-1791. Jest częścią kompleksu budynków obejmujących kościół połączony po bokach z pomieszczeniami mieszkalno-gospodarczymi oraz dwa oddzielne budynki na planie kwadratu umieszczone symetrycznie po bokach dziedzińca. Ten znajdujący się po lewej był siedzibą szpitala dla ubogich, sierocińca oraz przytułku; ten znajdujący się po prawej był siedzibą szkoły elementarnej.
Kościół spełniał funkcje modlitewne. Znajdował się w nim ołtarz ufundowany przez Michała Działyńskiego, który jest obecnie umieszczony w kaplicy pogrzebowej przy bazylice w Trzemesznie. Przeniósł go tam ks. dr. Bronisław Michalski w ostatnich latach XX wieku.
We wnętrzu kościoła można zobaczyć dwa wysokie otwory okienne umieszczone nad ołtarzem, zamknięte półkoliście. Od wewnątrz nad (obecnie nieczynnym) centralnie znajdującym się wejściem głównym został umieszczony wykonany z drewna chór muzyczny mający zredukowane cechy klasycystyczne. Nad wejściem znajduje się okno o wykroju czteroliścia. Całość jest zwieńczona czterospadowym dachem naczółkowym z górującą na środku kwadratową wieżyczką zakończoną dachem hełmowym z latarnią, która została pokryta blachą.
W czasach PRL-u i do połowy lat 90. XX wieku kościół pełnił rolę kostnicy a w 1997 r. obiekt przejął Urząd Miasta i Gminy Trzemeszno. Budowla została wyremontowana, a następnie umieszczono w niej Środowiskowy Dom Samopomocy, który funkcjonuje do dziś.